# Abraham bar Chija
Abraham bar Chija (Abraham bar Ḥiyya ha-Nasi, hebräisch ר׳ אַבְרָהָם בַּר חִיָּיא הַנָשִׂיא), auch Abraham Judaeus oder Savasorda (* um 1070 in Barcelona; † um 1136 möglicherweise in der Provence oder Narbonne), war ein jüdischer, im spanischen Katalonien wirkender Mathematiker, Moralphilosoph (Neuplatoniker), Astrologe und Astronom des 12. Jahrhunderts. Er war der erste Forscher, der wissenschaftliche und mathematische Abhandlungen auch auf Hebräisch niederschrieb.

## Leben und Werk
Sein latinisierter Name Savasorda kommt aus dem Arabischen (Wachführer, Ṣāḥib al-Shurṭa) und deutet auf eine offizielle Position (etwa bei den Grafen von Barcelona oder dem König von Aragon) in seinem Heimatort Barcelona (El Call de Barcelona) hin, das unter christlicher Herrschaft war, wo aber damals auch aus dem Arabischen stammende Bezeichnungen gebräuchlich waren. Seine genaue Kenntnis arabischer Mathematik und Astronomie deuten allerdings auf einen längeren Aufenthalt in einem islamischen Gelehrtenzentrum wie Saragossa hin, das auch Zentrum jüdischer Gelehrsamkeit war. Hinweise in seinen Werken legen auch eine Verbindung zu jüdischen Kreisen in der Provence nahe.
Er ist für sein hebräisches Lehrbuch über islamische Mathematik bekannt (Ḥibbūr ha-meshīḥah we-ha-tishboret, Abhandlung über Messen und Rechnen), das 1145 Plato von Tivoli als Liber Embadorum ins Lateinische übersetzte. Darin enthalten ist die erste vollständige Behandlung der quadratischen Gleichung im Westen, etwa gleichzeitig mit der ebenfalls 1145 (von Robert von Chester) ins Lateinische übersetzten Algebra von al-Chwarizmi. Das Buch beeinflusste Fibonacci. Abraham bar Chija studierte über arabische Texte die antiken griechischen Mathematiker, wie auch Abraham ibn Esra (1092–1167), und beide gelten als Begründer der jüdischen Studien zur Mathematik im Mittelalter. Zu den von ihm studierten antiken Mathematikern gehören u. a. Euklid, Apollonios von Perge, Theodosios von Bithynien, Autolykos von Pitane, Menelaos von Alexandria, Heron von Alexandria, Eudemos von Rhodos und bei den Arabern al-Chwarizmi und al-Karadschi. Als Übersetzer arbeitete er mit dem ebenfalls in Barcelona wirkenden Plato von Tivoli zusammen, schrieb seine eigenen Werke aber alle in Hebräisch.
Er veröffentlichte auch die erste hebräische Enzyklopädie (Yesod ha-Tebunah u-Migdal ha-Emunah, Die Grundlagen der Erkenntnis und der Turm des Glaubens), die Mathematik, Optik, Astronomie und Musik behandelt, astronomische Texte, ein Buch über Moralphilosophie (Hegyon ha-Nefesh ha-Azuva, Meditationen der traurigen Seele), ein Buch mit astrologischen, geschichtstheologisch-eschatologischen Geschichtsdeutungen (Megillat ha-Megalleh, Buchrolle des Offenbarers), in dem er das Kommen des Messias für das Jahr 1358 (5118 Jahre nach der Schöpfung) vorhersagte, und ein Buch über jüdische Kalenderrechnung (Sefer ha-Ibbur, 1122/23) (das älteste bekannte hebräische Werk dazu), speziell zur Berechnung jüdischer Feiertage.

## Bestimmung des Inhalts einer Kreisfläche
Er bewies mit der rechts abgebildeten geometrisch-mechanischen Methode, einem Vorgriff auf das Prinzip von Cavalieri, dass für jeden Kreis die Gleichung S = L⋅½R gilt. (Dabei ist S der Flächeninhalt, L der Umfang und R der Radius.) Dieser Beweis wurde in seinem Buch über die Messung der Erde und ihre Teilung im 12. Jahrhundert veröffentlicht. Abraham bar Chija betrachtet die Kreisfläche aufgebaut aus konzentrischen Kreisen und schneidet sie längs des Radius auf. Es ergibt sich ein Dreieck (da Umfang und Durchmesser des Kreises proportional sind) mit dem Kreisumfang L als Basis und dem Radius R als Höhe. Der Flächeninhalt der Kreisfläche ist danach gleich dem des Dreiecks und es ergibt sich obige Formel.

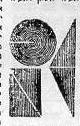
Abbildung des Beweises im Talmudkommentar, Talmud, Succa 8A, Tosfot